# Nazionale maschile di pallavolo della Slovacchia
La nazionale maschile di pallavolo della Slovacchia è una squadra europea composta dai migliori giocatori di pallavolo della Slovacchia ed è posta sotto l'egida della Federazione pallavolistica della Slovacchia.

## Rosa
Segue la rosa dei giocatori convocati per l'European Golden League 2023.
| N° | Nome             | Ruolo | Data di nascita   | Squadra             |
| -- | ---------------- | ----- | ----------------- | ------------------- |
| 1  | Matúš Krajčo     | L     | 15 novembre 1998  | Spartak Komárno     |
| 2  | Lukáš Smolej     | S     | 16 novembre 1998  | Prešov              |
| 3  | Patrik Lamanec   | O     | 28 dicembre 1995  | Karlovarsko         |
| 5  | Matúš Jalovecký  | P     | 18 marzo 1997     | VKP Bratislava      |
| 6  | Filip Palgut     | P     | 23 settembre 1991 | Montana             |
| 7  | Michal Zeman     | C     | 10 aprile 2001    | Spartak Myjava      |
| 8  | Peter Ondrovič   | C     | 28 marzo 1995     | České Budějovice    |
| 9  | Patrik Pokopec   | S     | 23 aprile 1998    | Benátky nad Jizerou |
| 10 | Marián Vitko     | L     | 10 febbraio 1994  | -                   |
| 13 | Jakub Ihnát      | S     | 22 ottobre 1996   | Karlovarsko         |
| 14 | Šimon Krajčovič  | C     | 28 giugno 1996    | Dukla Liberec       |
| 17 | Andrej Billich   | C     | 18 giugno 2002    | VKP Bratislava      |
| 19 | Filip Gavenda    | O     | 13 gennaio 1996   | Dukla Liberec       |
| 20 | Branislav Skasko | S     | 4 novembre 2005   | Slávia Svidník      |
| 21 | Samuel Goč       | P     | 22 settembre 1999 | Prešov              |
| 22 | Július Firkaľ    | S     | 14 gennaio 1998   | Barkom-Kažany       |
| 23 | Tobiáš Viskup    | O     | 7 ottobre 2002    | Spartak Myjava      |

## Risultati

### Competizioni CEV
| 1948 | non esistente   | -            |
| 1950 | non esistente   | -            |
| 1951 | non esistente   | -            |
| 1955 | non esistente   | -            |
| 1958 | non esistente   | -            |
| 1963 | non esistente   | -            |
| 1967 | non esistente   | -            |
| 1971 | non esistente   | -            |
| 1975 | non esistente   | -            |
| 1977 | non esistente   | -            |
| 1979 | non esistente   | -            |
| 1981 | non esistente   | -            |
| 1983 | non esistente   | -            |
| 1985 | non esistente   | -            |
| 1987 | non esistente   | -            |
| 1989 | non esistente   | -            |
| 1991 | non esistente   | -            |
| 1993 | non esistente   | -            |
| 1995 | non qualificata | -            |
| 1997 | 8º posto        | Convocazioni |
| 1999 | non qualificata | -            |
| 2001 | 11º posto       | Convocazioni |
| 2003 | 12º posto       | Convocazioni |
| 2005 | non qualificata | -            |
| 2007 | 12º posto       | Convocazioni |
| 2009 | 11º posto       | Convocazioni |
| 2011 | 5º posto        | Convocazioni |
| 2013 | 11º posto       | Convocazioni |
| 2015 | 14º posto       | Convocazioni |
| 2017 | 15º posto       | Convocazioni |
| 2019 | 19º posto       | Convocazioni |
| 2021 | 19º posto       | Convocazioni |
| 2023 | non qualificata | -            |

| 2004 | 8º posto        | Convocazioni |
| 2005 | 6º posto        | Convocazioni |
| 2006 | 7º posto        | Convocazioni |
| 2007 | 3º posto        | Convocazioni |
| 2008 | 1º posto        | Convocazioni |
| 2009 | 4º posto        | Convocazioni |
| 2010 | 6º posto        | Convocazioni |
| 2011 | 1º posto        | Convocazioni |
| 2012 | 4º posto        | Convocazioni |
| 2013 | 7º posto        | Convocazioni |
| 2014 | non qualificata | -            |
| 2015 | non qualificata | -            |
| 2016 | non qualificata | -            |
| 2017 | non qualificata | -            |
| 2018 | 11º posto       | Convocazioni |
| 2019 | 8º posto        | Convocazioni |
| 2021 | 7º posto        | Convocazioni |
| 2022 | 10º posto       | Convocazioni |
| 2023 | 12º posto       | Convocazioni |
| 2024 | non qualificata | -            |
| 2025 | 8º posto        | Convocazioni |

### Competizioni zonali
| 2015 | 5º posto | Convocazioni |

### Competizioni estinte
| 1990 | non esistente   | -            |
| 1991 | non esistente   | -            |
| 1992 | non esistente   | -            |
| 1993 | non esistente   | -            |
| 1994 | non qualificata | -            |
| 1995 | non qualificata | -            |
| 1996 | non qualificata | -            |
| 1997 | non qualificata | -            |
| 1998 | non qualificata | -            |
| 1999 | non qualificata | -            |
| 2000 | non qualificata | -            |
| 2001 | non qualificata | -            |
| 2002 | non qualificata | -            |
| 2003 | non qualificata | -            |
| 2004 | non qualificata | -            |
| 2005 | non qualificata | -            |
| 2006 | non qualificata | -            |
| 2007 | non qualificata | -            |
| 2008 | non qualificata | -            |
| 2009 | non qualificata | -            |
| 2010 | non qualificata | -            |
| 2011 | non qualificata | -            |
| 2012 | non qualificata | -            |
| 2013 | non qualificata | -            |
| 2014 | 24º posto       | Convocazioni |
| 2015 | 23º posto       | Convocazioni |
| 2016 | 21º posto       | Convocazioni |
| 2017 | 19º posto       | Convocazioni |